# Ana-Maria Lennon-Duménil
Ana-Maria Lennon-Duménil est une biologiste cellulaire française. Directrice de recherche Inserm, elle dirige l'Unité « Immunité et cancer » à l'Institut Curie, dans laquelle elle a une équipe « Dynamique spatio-temporelle des cellules du système immunitaire ». 

## Biographie
Ana-Maria Lennon-Duménil dirige un laboratoire de recherche à l’Institut Curie depuis 2004. Elle est l’auteur de 92 articles scientifiques évalués par des pairs et détient deux brevets. Elle a reçu plus de 50 invitations à donner des séminaires et conférences en France et à l’étranger, a participé et/ou organisé de nombreux cours et congrès internationaux (>40), incluant les prestigieux « Keystone, EMBO et Gordon Conferences ».
Au fil de sa carrière, elle a obtenu plusieurs honneurs, dont le Prix de thèse de l’ « Association Française pour la Recherche Thérapeutique » (1998), le Prix Olga Sain de la « Ligue contre le Cancer » (2009), le Prix Gaston Rousseau de l’Académie des Sciences (2012) et le Prix de la Recherche INSERM (2018). Elle a été élue membre d’EMBO (European Molecular Biology Organization) en 2018. Depuis le 1er avril 2021, Ana-Maria Lennon-Duménil est directrice du « Département Immunité & Cancer (Inserm U932) » à l'Institut Curie.
La carrière scientifique d’Ana-Maria Lennon-Duménil s'est construite sur l’utilisation d’approches pluridisciplinaires pour comprendre, à différentes échelles, le fonctionnement des cellules du système immunitaire. En 2008, elle a mis en place d’un consortium incluant le biologiste cellulaire M. Piel (I. Curie) et le physicien théoricien R. Voituriez (UPMC, Paris). Leur but était d’appliquer l’imagerie quantitative et la micro-fluidique à l’étude des mécanismes moléculaires et principes physiques régissant la capacité des cellules du système immunitaire à se déplacer. Leurs travaux ont ouvert une ligne de recherche encore inexplorée sur les mécanismes permettant aux cellules dendritiques, sentinelles de l’immunité, de coordonner leur(s) fonction(s) avec leur migration dans le temps et l’espace. Ils ont donné lieu à plus de 25 publications, dont certaines dans des revues très prestigieuses telles que Science, Cell, Nature Cell Biology, Nature Physics, Developmental Cell…etc et l’obtention de plusieurs financements, dont deux projets attribués par le « European Research Council ».

## Distinctions et récompenses
- Prix Recherche de l'Inserm (2018)[1]
- Grand Prix scientifique de la Fondation Charles Defforey - Institut de France (2021)[2]